# استهلاك الأراضي

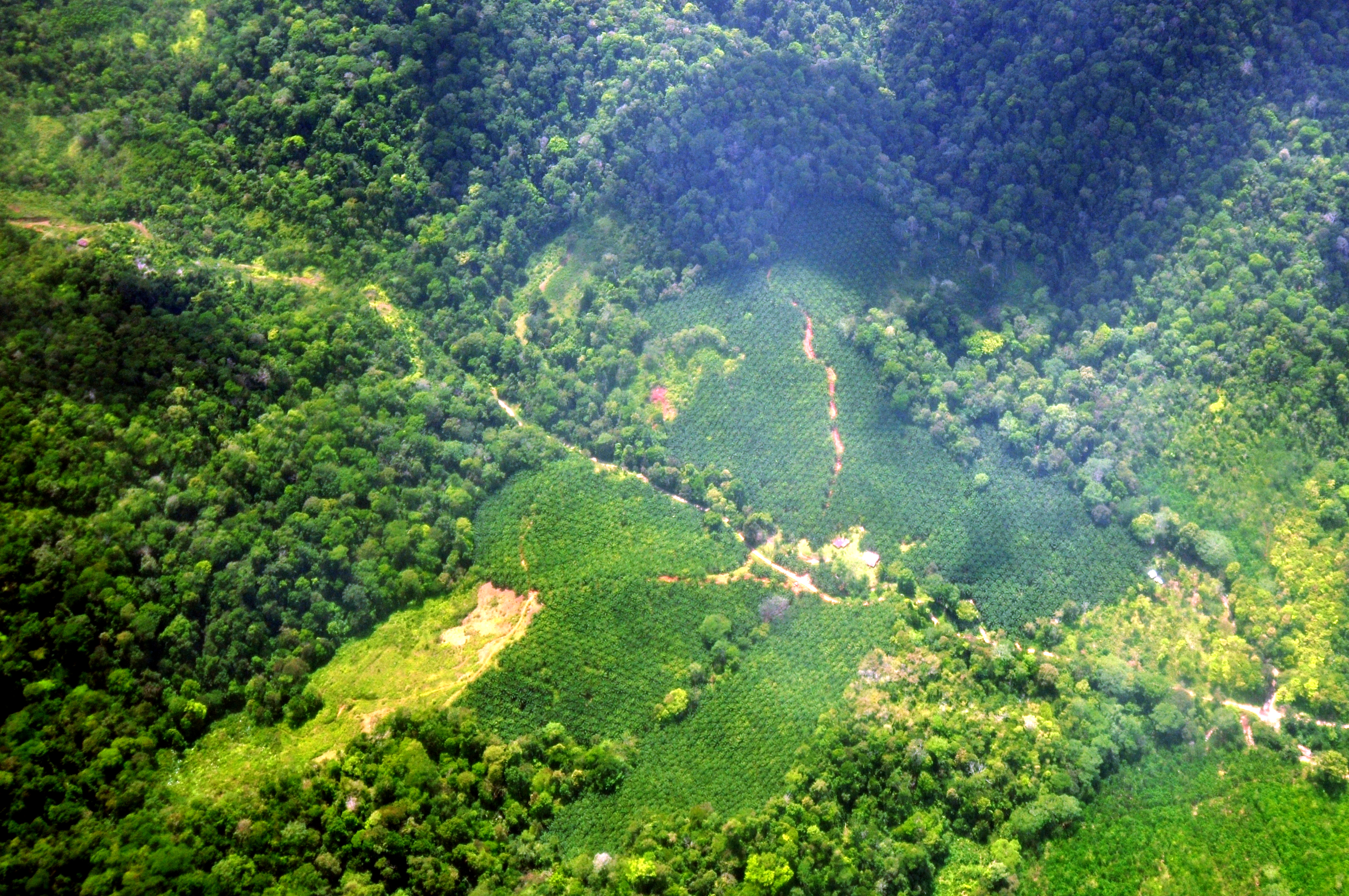
إزالة الغابات الاستوائية من أجل مزارع نخيل الزيت في كوستاريكا

استهلاك الأراضي هو جزء من استهلاك الموارد البشرية هو تحويل الأرض ذات التربة الصحية والموائل السليمة إلى مناطق للزراعة الصناعية وحركة المرور (بناء الطرق) وخاصة المستوطنات البشرية الحضرية. بشكل رسمي أكثر ، حددت المنطقة الاقتصادية الأوروبية[بحاجة لمصدر] ثلاثة أنشطة لاستهلاك الأراضي وهي:
1. تمدد المساحة المبنية التي يمكن قياسها مباشرة.
2. المدى المطلق للأرض المعرضة للاستغلال من قبل الزراعة أو الغابات أو الأنشطة الاقتصادية الأخرى.
3. الاستغلال المفرط للأراضي المستخدمة في الزراعة والحراجة.

في جميع هذه النواحي ، فإن استهلاك الأراضي يعادل استخدام الأراضي النموذجي في المناطق والحضارات الصناعية.
نظرًا لأن أنشطة التحويل المذكورة أعلاه غالبًا ما تكون غير قابلة للإلغاء تقريبًا ، يتم استخدام مصطلح خسارة الأراضي أيضًا. من عام 1990 إلى عام 2000 ، تم استهلاك 1.4 مليون هكتار (3.5 × 106 فدان) من المساحات المفتوحة في الولايات المتحدة في ألمانيا ، تُستهلك الأرض بمعدل يزيد عن 70 هكتارًا (170 فدانًا) يوميًا (حوالي 250 ألف هكتار (620 ألف فدان) لكل 10 سنوات). في الاتحاد الأوروبي ، يُقدَّر الاستيلاء على الأراضي بحوالي 1.2 مليون هكتار في 21 دولة من دول الاتحاد الأوروبي خلال الفترة 1990-2006.
ويعمل النمو الحضري على التقليل من المساحات المفتوحة داخل المدن وحولها ، مما يؤثر على التنوع البيولوجي وخدمات النظام البيئي.

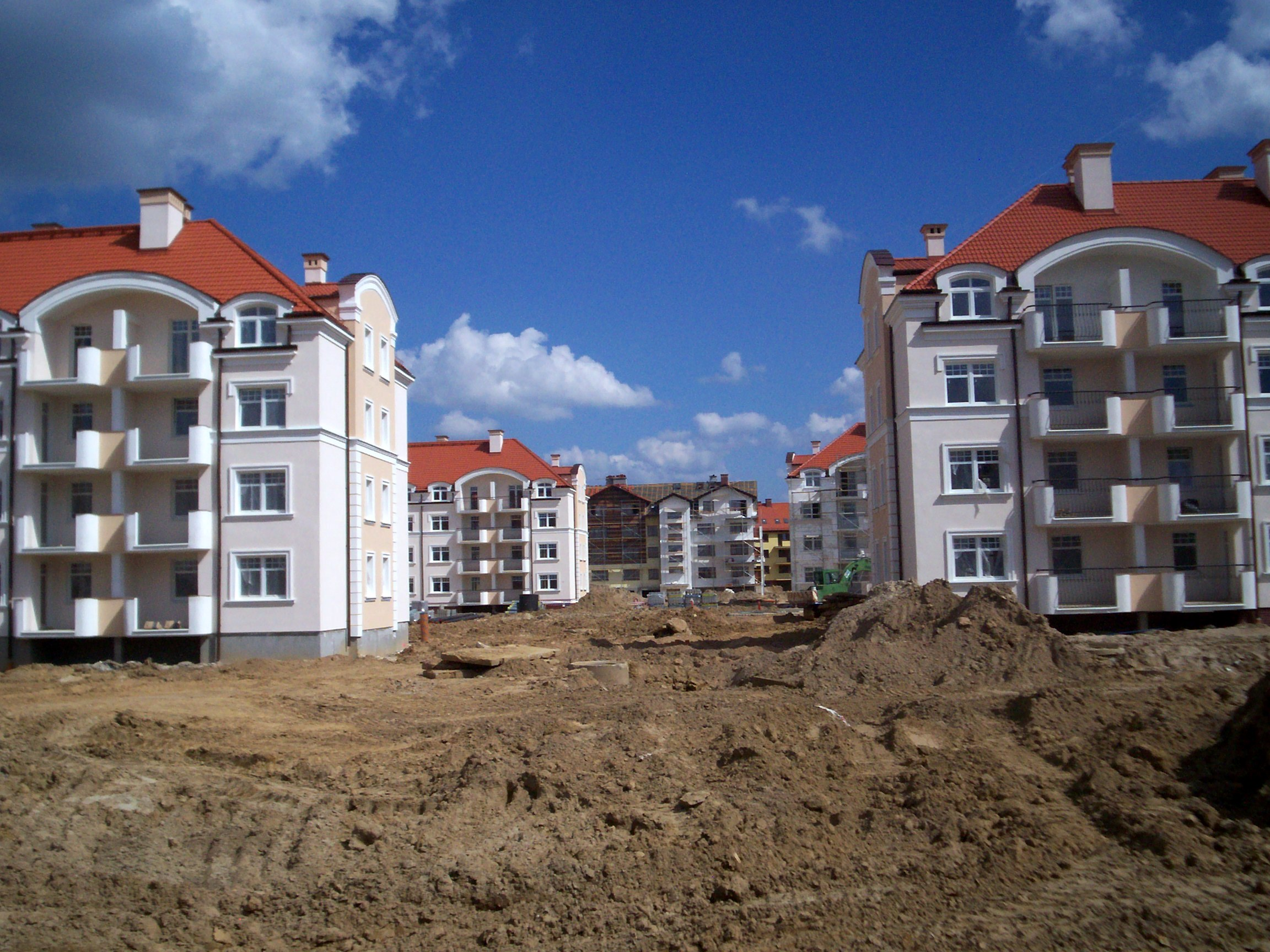
تشييد المباني في الأراضي الزراعية بمنطقة أولشتين ، بولندا

ويمكن أن تحدث خسارة الأرض أيضًا بسبب عوامل طبيعية ، مثل التعرية أو التصحر - ومع ذلك يمكن أيضًا تتبع معظم هذه العوامل في النهاية إلى الأنشطة البشرية. تفسير آخر مختلف قليلاً للمصطلح هو التهجير القسري أو الاستحواذ الإجباري على السكان الأصليين أو المستوطنين من أراضيهم الأصلية بسبب الاستيلاء على الأراضي ، وما إلى ذلك مرة أخرى ، في معظم الحالات ، سيكون هذا بسبب أسباب اقتصادية مثل البحث عن استثمار مربح و تسليع الموارد الطبيعية.
وعلى الرغم من أن خسارة الأراضي العالمية تتقدم بمعدل ينذر بالخطر ، فإن البصمة الأرضية ، والمساحة المطلوبة من قبل بعض الدول الغربية يمكن أن تكون أكبر بكثير من الأرض المستخدمة بالفعل أو حتى المتاحة في الدولة نفسها.
في حين ارتفعت أسعار الأراضي في السنوات القليلة الأولى من القرن الحادي والعشرين ، ولا يزال اقتصاد استهلاك الأراضي يفتقر إلى محاسبة التكلفة الكاملة البيئية لإضافة التكاليف طويلة الأجل للتدهور البيئي.

## عواقب استهلاك الأراضي
- تدهور الأراضي
- تدمير البيئة
- تدهور وتقهقر التربة - فقدان أو تلوث التربة العلوية بالنفايات الحضارية والتلوث العام.
- رص التربة - تضغط المباني والآلات الثقيلة وحركة المركبات على التربة إلى درجة القضاء على حياة التربة الماكروبيوتيكية.
- الأسطح غير النفاذة أو غير المسامية وهي بشكل أساسي منشآت اصطناعية مثل الأرصفة (الطرق، ممرات المشاة، مواقف السيارات) مغلفة بمواد غير مسامية مثل الأسفلت، الخرسانة، الطوب، الحجر، وأسطح المباني. كذلك تُعتبر التربة المضغوطة في مناطق التطوير الحضري من الأسطح غير النفاذة بشكل كبير.